# Robert David Port
Robert David Port, manchmal auch Robert Port, ist ein US-amerikanischer Film- und Fernsehproduzent und Drehbuchautor. Als Dokumentarfilmer wurde er 2003 mit dem Oscar für den besten Dokumentar-Kurzfilm ausgezeichnet.

## Werk
Robert David Porter war Co-Produzent und Regisseur der im Jahr 2000 ausgestrahlten Realityshow Arrest & Trial. Die Arbeit an dieser Reality-Serie lieferte das Material für das Projekt Twin Towers. 2002 erschien der Kurzfilm Twin Towers, ein Dokumentarfilm über zwei Brüder, die am 11. September 2001 beim Einsturz des World Trade Centers starben. Robert David Port hatte den Film zusammen mit Bill Guttentag geschaffen. Die beiden wurden bei der 75. Oscarverleihung für die Kurz-Dokumentation mit dem Oscar ausgezeichnet.
An der 2005 bis 2010 Fernsehserie Numbers – Die Logik des Verbrechens (Originaltitel: Numb3rs) war Robert Port als Drehbuchautor und Pruduzent beteiligt. Für die Fernsehserien NYC 22 (2012) und Training Day (2017) schrieb er das Drehbuch für einzelne Folgen. Er steuerte das Drehbuch für sechs Folgen der Serie Tom Clancy’s Jack Ryan bei.
2019 feierte Ports Kriegsfilm Leave No Man Behind (Originaltitel: Recon) Premiere beim Austin Film Festival. Der Film dreht sich um vier US-Soldaten im Winter während des II. Weltkrieges in Italien. Der Film kam zum Veteranentag 2020 in die Kinos.